# Zespół kacheksja-anoreksja
Zespół kacheksja-anoreksja (kacheksja, wyniszczenie nowotworowe, cancer cachexia) – zespół chorobowych objawów obserwowany w przebiegu choroby nowotworowej obejmujący współistniejące objawy kacheksji (ubytek masy ciała) i anoreksji (jadłowstrętu) wynikających z działania guza oraz zapotrzebowania energetycznego organizmu do walki z chorobą. Jest to patologiczny przewlekły stan zapalny będący odpowiedzią organizmu na obecność guza charakteryzujący się hipermetabolizmem tłuszczów, cukrów i białek oraz podwyższonym poziomem cytokin prozapalnych i utratą mięśni białek.
Na stopień rozwoju zespołu kacheksja/anoreksja mają wpływ:
- leczenie onkologiczne: chemioterapia, radioterapia, chirurgia,
- miejscowe działanie guza,
- zaparcia, biegunki, nudności, wymioty,
- ból, duszność,
- depresja, lęk.

Zaburzenia odżywiania u pacjentów onkologicznych obserwuje się w 75% przypadków. Utrata masy ciała ponad 5% znamiennie pogarsza rokowania pacjentów onkologicznych, dlatego zaleca się jak najszybszą diagnozę i wdrożenie leczenia. Nieleczony zespół kacheksja/anoreksja pogarsza stan pacjenta i utrudnia podejmowanie leczenia zaś utrata masy ciała ponad 30% prowadzi do zgonu chorego.
Najczęściej zespół kacheksja-anoreksja obserwowany jest w przebiegu:
- nowotworów przełyku, żołądka, trzustki, płuc, jelita grubego, odbytnicy, piersi, prostaty
- AIDS, gruźlicy, niewydolności krążenia, POChP, przewlekłej niewydolności nerek.

W 2012 roku Ministerstwo Zdrowia wprowadziło obowiązek oceny stanu odżywiania każdego chorego (w tym chorego onkologicznego) zgodnie z zasadami określonymi w „Standardach żywienia pozajelitowego i żywienia dojelitowego” Polskiego Towarzystwa Żywienia Pozajelitowego i Dojelitowego lub, w przypadku dzieci, zgodnie z zasadami określonymi przez Polskie Towarzystwo Żywienia Klinicznego Dzieci.

## Diagnozowanie
Objawy, które może zaobserwować sam pacjent lub jego rodzina/opiekunowie: 
- postępująca utrata masy ciała (bez względu na wagę pacjenta - objawy mogą dotyczyć również osób z początkowo wysokim BMI. spadek na wadze w tym przypadku to objaw choroby a nie diety i nie jest pomocny ani oczekiwany w trakcie leczenia onkologicznego)
- niechęć do przyjmowania pokarmów, uczucie szybkiego nasycenia się po przyjęciu niewielkich ilości pokarmów, walka nad talerzem
- osłabienie, znużenie, szybkie męczenie się, niekorzystne zmiany wyglądu (blada cera, sucha skóra, podkrążone oczy, suchość w jamie ustnej, matowe włosy i in.)
- obrzęki (odczuwalne głównie na dłoniach i stopach), duszności, uczucie kołatania serca, bólu brzucha, wątroby,
- pogorszenie odporności, częstsze infekcje lub dłużej trwające (przewlekające się),
- narastająca depresja, wycofanie z życia towarzyskiego, lęk.

Europejskie Stowarzyszenie Medycyny Paliatywnej (EAPC) w 2011 roku ponownie uzgodniło zasady diagnozowania zespołu kacheksja-anoreksja: 
Prekacheksja: 
- spadek masy ciała <5% + anoreksja i zmiany metaboliczne

Kacheksja: 
- spadek wagi >5% lub
- BMI <20 i spadek wagi >2% lub
- sarkopenia i spadek wagi >2%

Zaawansowana kacheksja:
- zmienny stopień wyniszczenia
- pacjent nie reaguje na leczenie przeciwnowotworowe
- obecne procesy prokataboliczne
- niski wynik wydajności
- oczekiwany czas przeżycia <3 m-ce

Tempo rozwoju zespołu kacheksja-anoreksja w różnych typach nowotworów wygląda inaczej, ze względu na wpływ umiejscowienia guza oraz zabiegi wykonywane w trakcie terapii przeciwnowotworowej. Wiadomo, iż szybszy spadek masy ciała nastąpi przy nowotworach układu pokarmowego. Dodatkowo leczenie (np. leki sterydowe stosowane w raku piersi czy prostaty) opóźniają uwidocznienie się spadku masy ciała u tych pacjentów. Jednak sam spadek masy ciała nie jest jedynym objawem jaki obserwuje się u pacjentów onkologicznych i należy brać pod uwagę również inne, gdyż późne zdiagnozowanie zespołu kacheksja - anoreksja przyczynia się do utrudnienia jego leczenia oraz leczenia onkologicznego w ogóle.

## Leczenie zespołu kacheksja-anoreksja[3][2][5]
Zasadą leczenia zespołu kacheksja-anoreksja jest zbilansowana dieta zaspokajająca wydatki energetyczne pacjenta onkologicznego. W wielu sytuacjach klinicznych pacjent odmawia jedzenia lub porcje jakie przyjmuje są zbyt małe, aby zaspokoić potrzeby organizmu. Stąd standardem na całym świecie jest leczenie farmakologiczne z zastosowaniem leków pobudzających łaknienie. 
W Polsce stosuje się:
- progestageny: hamowanie cytokin prozapalnych (IL-1, IL-6, TNF-α), pobudzenie uwalniania neuropeptydu, wzrost łaknienia, poprawa samopoczucia, nie wpływa na beztłuszczową masę ciała (octan megestrolu np. lek Megalia firmy Vipharm, octan medroksyprogesteronu np. lek Provera firmy Pfizer ),
- leki prokinetyczne: poprawa motoryki przewodu pokarmowego (metoklopramid np. lek Metoclopramidum firmy Polpharma, cisapryd np. lek Gasprid firmy Teva, domperidon)
- kortykosteroidy: hamowanie uwalniania cytokin prozapalnych, poprawa łaknienia (wzrost masy tłuszczowej i zatrzymanie płynów), poprawa samopoczucia, działanie przeciwwymiotne (deksametazon – działanie krótkotrwałe, zmniejsza się po 4 tyg. polecany dla chorych w stanie terminalnym ze względu na powikłania ONJ po długotrwałym stosowaniu, ondansetron).

## Leczenie przeciwnowotworowe a leczenie wyniszczenia nowotworowego
Zespół kacheksja-anoreksja (wyniszczenie nowotworowe) pojawia się niemal natychmiast wraz z pojawieniem się nowotworu. Jednak jego objawy widoczne są dopiero wraz z czasem trwania choroby. Leczenie przeciwnowotworowe należy podjąć jak najszybciej, gdyż zwlekanie z terapią zmniejsza szanse pacjenta na przeżycie.
Leczenie przeciwnowotworowe obejmuje chirurgię, chemioterapię, radioterapię oraz w niektórych przypadkach również leczenie uzupełniające z użyciem terapii hormonalnej. Wszystkie wymienione terapie mają swoje oddziaływanie nie tylko na nowotwór, ale również na całe ciało pacjenta. Należy poddać się terapii zasadniczej (chirurgia, chemioterapia, radioterapia) i uwzględnić ich możliwe działania niepożądane. Lekarz prowadzący powinien pomóc w ich minimalizowaniu. 
W odniesieniu do zespołu kacheksja-anoreksja (wyniszczenia nowotworowego) w czasie zwalczania nowotworu z użyciem chemioterapii i radioterapii dochodzi m.in. do:
- uwalniania i pobudzania mediatorów zapalenia (IL-1, IL-6, TNF)
- pojawienia się jadłowstrętu, nudności, wymiotów i biegunek,
- zaburzeń łaknienia (smaku, węchu, przełykania)
- uszkodzeń śluzówki (np. drożdżyca jamy ustnej)

Wyniszczenie wynikające z obecności nowotworu jest złym czynnikiem rokowniczym, gdyż u pacjentów z ubytkiem masy ciała w trakcie terapii onkologicznej stwierdzono:
- skrócenie czasu trwania terapii (np. chemioterapii średnio o 1 miesiąc),
- zmniejszenie wskaźnika odpowiedzi na leczenie, (mniejsza skuteczność leczenia onkologicznego),
- zmniejszenie przeżycia całkowitego,
- wystąpienie większej ilości powikłań (infekcje, zapalenia np. płuc, powikłania pooperacyjne) skutkujących przedłużeniem pobytu pacjentów w szpitalu.

Jednocześnie wyniszczenie nowotworowe w wielu przypadkach może wymagać modyfikacji leczenia:
- odroczenie leczenia (odroczenie zabiegu operacyjnego usunięcia nowotworu, odroczenie chemioterapii lub radioterapii),
- pozostawienie pacjenta w obserwacji zamiast w leczeniu do czasu poprawienia się stanu ogólnego – wagi, siły, odporności,

- modyfikację (najczęściej zmniejszeniem) dawek leków,
- przerwanie leczenia.

Leczenie zespołu kacheksja-anoreksja (wyniszczenia nowotworowego) z zastosowaniem octanu megestrolu już w trakcie leczenia onkologicznego umożliwia uzyskanie:
- znaczącego spadku ilości mediatorów zapalnych (IL-1, Il-6, TNF),
- przyrostu masy ciała, poprawę apetytu i parametrów jakości życia,
- lepszego działania przeciwwymiotnego (co jest szczególnie ważne w trakcie chemioterapii przy zasadniczym leczeniu przeciwwymiotnym)
- lepszego wyniku przeciwzapalnego w połączeniu z NLPZ (ibuprofen, diclofenac).

## Dieta w trakcie terapii przeciwnowotworowej
Sugerowane sposoby przyrządzania potraw dla pacjentów z zespołem kacheksja-anoreksja:
- poprzez gotowanie, gotowanie na parze, pieczenie w folii aluminiowej, pieczenie na ruszcie. Odradza się smażenie oraz podduszanie potraw na tłuszczu.
- zaleca się usuwać pestki i skórki, a w przypadku trudności w połykaniu - przecierać lub miksować potrawy przed podaniem. Małe porcje ulubionych produktów zawsze warto mieć pod ręką.
- jeśli spożywanie produktów stałych nie jest możliwe lub jest utrudnione warto stosować zupy, dietę przecieraną, mleko, soki.
- Zaleca się aby chory przyjmował około 5 posiłków dziennie. Śniadanie złożone z owoców, budyniu czy kisielu traktowane jest jako pełen posiłek.
- nie należy podawać jedzenia przymuszając do tego. Walka nad talerzem tylko potęguje złe nastawienie. Dobrym rozwiązaniem jest pozostawienie w zasięgu ręki owoców, po które chory będzie mógł sięgnąć pomiędzy posiłkami.

Zaleca się, aby dieta zawierała:
- mięsa: ryby, mięso kurczaka, królika, młodą wołowinę,
- nabiał i jego przetwory: mleko, jogurt, budynie, twaróg, mleko w proszku jako dodatek do zup, omlety, jajka
- owoce i warzywa: w tym suszone, kasze, ciemne makarony, ryż brązowy,
- pieczywo: ciemne i razowe

Odradzane:
- jedzenie typu fast-food i odgrzewanie gotowych posiłków,
- zasmażki, śmietany, masło, smalec
- kapusta, seler,
- słodycze, cukier, alkohol.